# Calycogonium lomense
Calycogonium lomense är en tvåhjärtbladig växtart som först beskrevs av Ignatz Urban, och fick sitt nu gällande namn av Walter Stephen Judd och James Dan Skean. Calycogonium lomense ingår i släktet Calycogonium och familjen Melastomataceae. Inga underarter finns listade i Catalogue of Life.